# Етельрік (король Берніції)
Етельрік (давн-англ. Æthelric; ? —572) — 4-й король Берніції у 568—572 роках.

## Життєпис
Походив з англської династії Еоппінгів. Син Іди, короля Берніції. Про Етельріка відомо замало. Відомо, що він у 568 році після загибелі брата Адди успадкував трон Берніції.
Етельрік продовжив політику попередника з підкорення бриттських земель. При цьому допомагав англам Дейри з підкорення королівства бриттів Евруака. У хроніках згадуються 3 битви між бриттами і англами: перша відбулася у землях Стратклайда або Евруака, 2 інші — на землі королівства Берніція.
Помер у 572 році за невідомих обставин. Йому спадкував брат Теодрік.

## Родина
Дружина — Алгільда, донька Кісси, короля Сассексу
Діти:
- Етельфріт (? — 616), король у 593—616 роках
- Теобальд (? — 603)